# Marjaniemi
Marjaniemi (suédois : Marudd) est une section du quartier de Vartiokylä d'Helsinki, la capitale de la Finlande.

## Description
Marjaniemi a une superficie est de 1,02 km2, sa population s'élève à 1 970 habitants(1.1.2010) et il offre 239 emplois (31.12.2008).
Marjaniemi est situé sur les rives des baies Strömsinlahti et Vartiokylänlahti, au sud d'Itäkeskus.
Marjaniemi comprend les îles Iso Koivusaari et les plus petits Pieni Koivusaari, Syvännesaari, Harjakari et Härkäsaari situées en face de la plage de Marjaniemi.
Les quartiers voisins de Marjaniemi sont Roihuvuori à l'ouest, Itäkeskus au nord, Puotila au nord-est et les sections Tammisalo, Vartiosaari et Vuosaari de Meri-Rastila de l'autre côté de la baie.
Marjaniemi possède un parc éolien,.

## Transports
Marjaniemi est desservi par les lignes de bus :

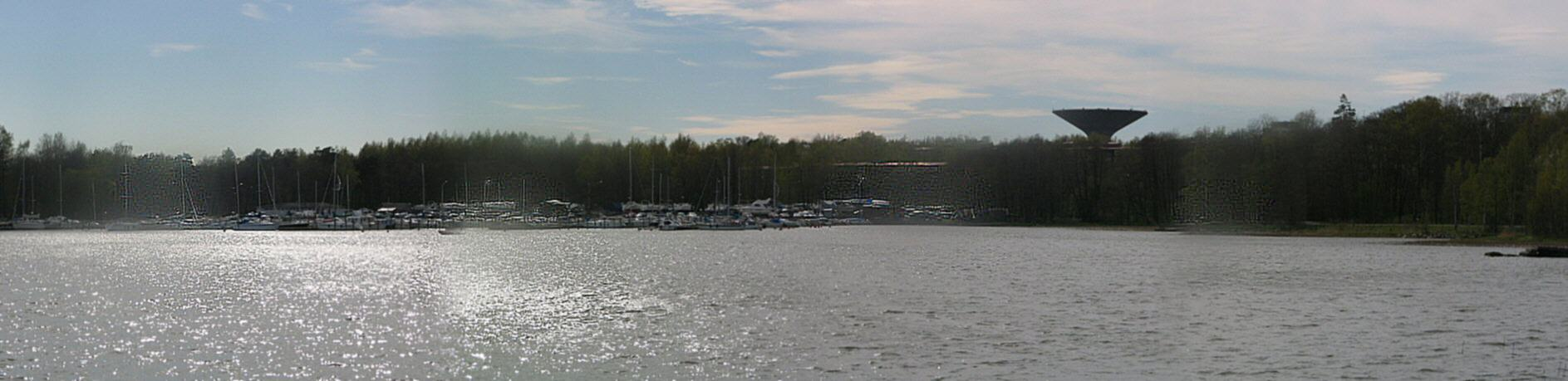
La baie de Strömsinlahti vue de Marjaniemi.

| N°  | Trajet                                                          |
| --- | --------------------------------------------------------------- |
| 95N | Rautatientori - Tammisalo - Marjaniemi - Mellunmäki - Länsimäki |
| 98  | Itäkeskus (M) - Marjaniemi - Vuosaari (M)                       |
| 98A | Itäkeskus (M) - Marjaniemi - Vuosaari (M) - Porslahdentie       |

## Galerie

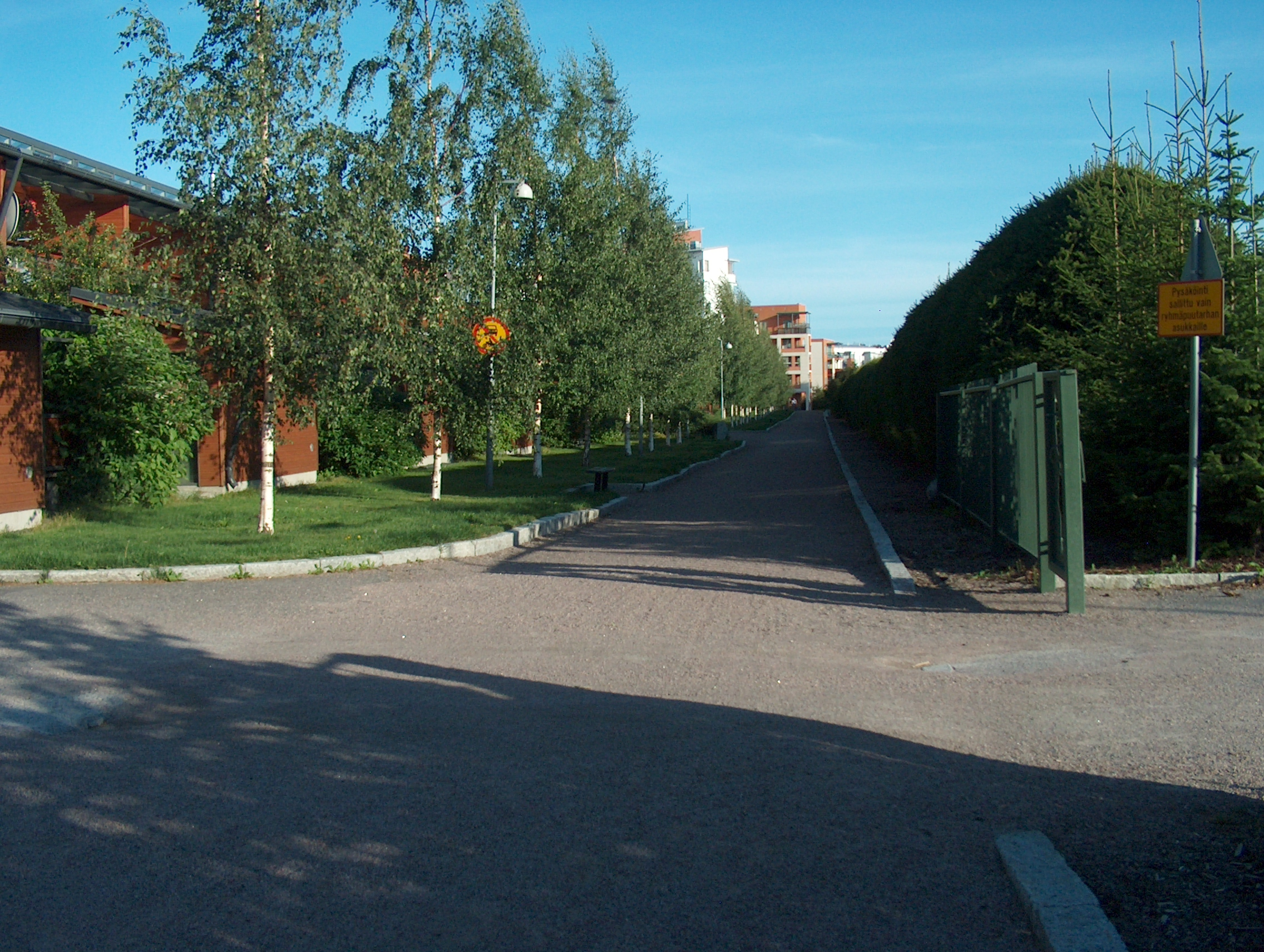
Le sentier Virvatulenpolku.
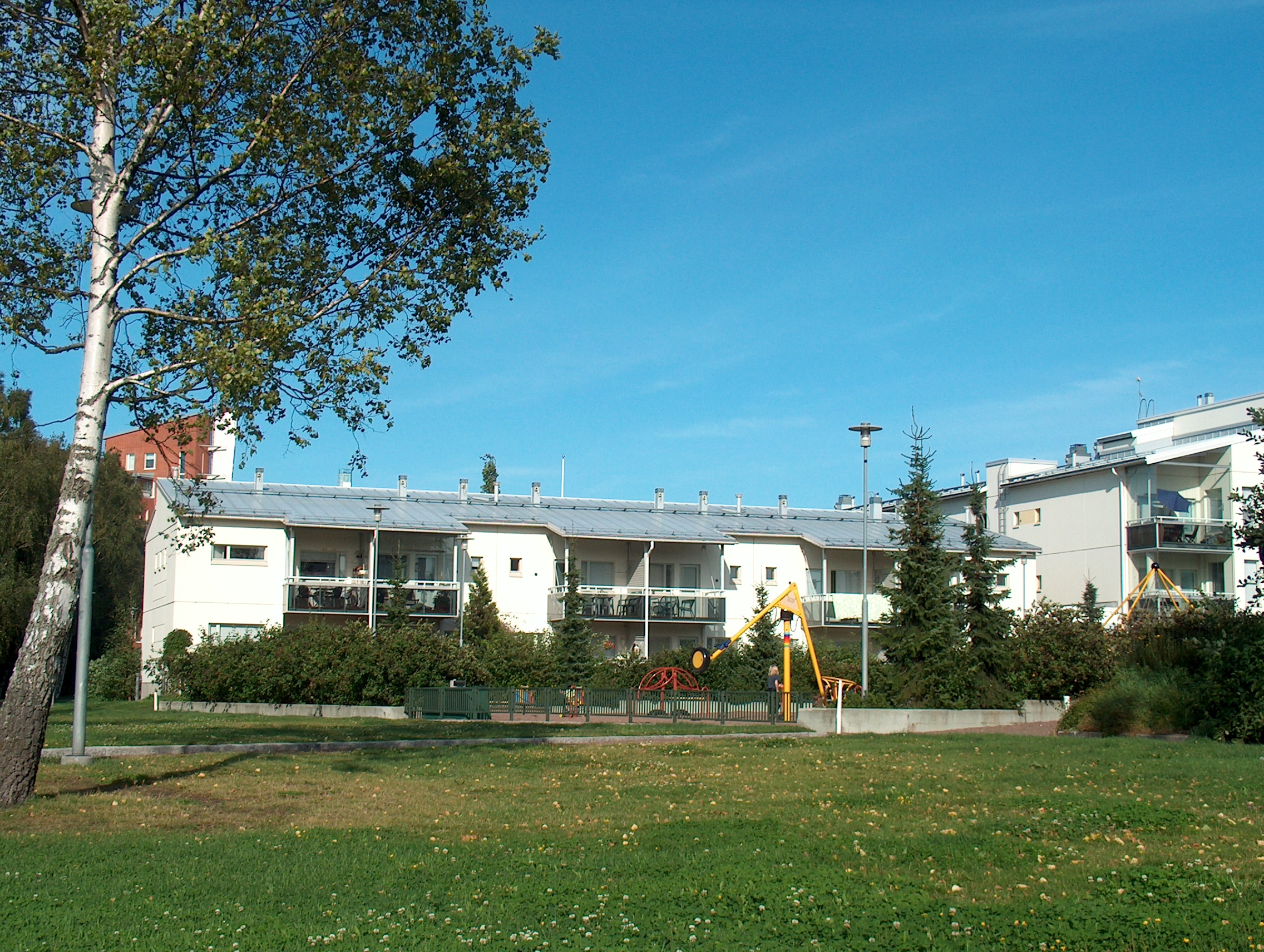
Aire de jeux rue Ilotulitustie.
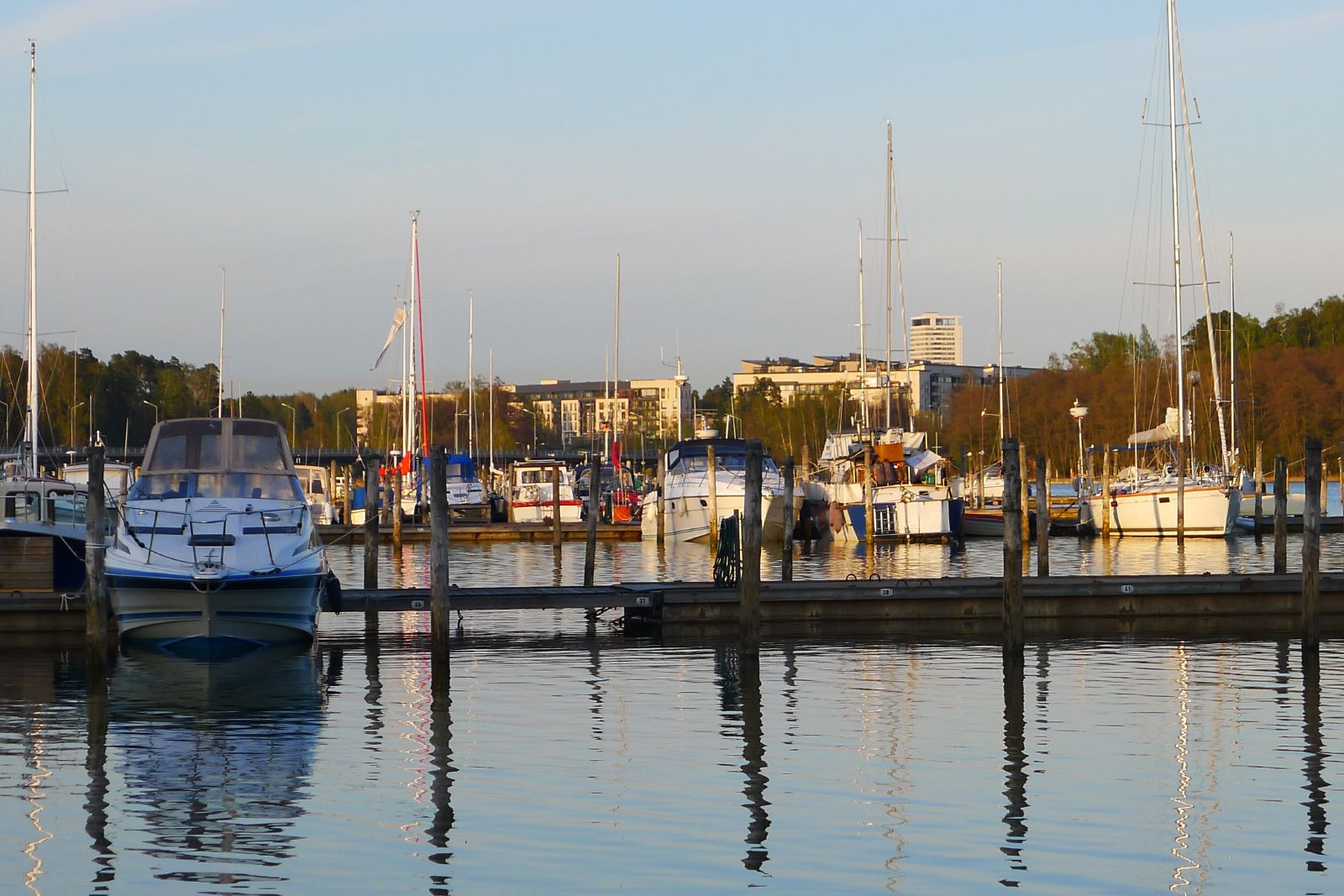
Port de plaisance.